# Bujumbura
Bujumbura (bis 1962 Usumbura) ist die größte Stadt und das verwaltungstechnische und wirtschaftliche Zentrum des ostafrikanischen Staates Burundi. Sie liegt am Nordende des Tanganjikasees. Von der Unabhängigkeit Burundis 1962 bis zum Dezember 2018 war sie die Hauptstadt des Landes.
Die Stadt hat eine Fläche von 87 Quadratkilometern. Für 2009 wird die Einwohnerzahl für die Agglomeration auf 1.038.857 berechnet, 1999 waren es laut Zensus 755.994. Im Jahr 1990 betrug die Bevölkerungsdichte 456 Einwohner je km².

## Geschichte
Bujumbura entstand aus einem kleinen Dorf, nachdem es 1889 ein Militärposten, unter dem Namen Marienheim, im damaligen Deutsch-Ostafrika geworden war. Als Stützpunkt der Schutztruppe für Deutsch-Ostafrika hieß der Ort Usumbura und war Standort der 9. Kompanie der Schutztruppe. Nach dem Ersten Weltkrieg wurde es zum Verwaltungszentrum des belgischen Völkerbund-Mandats über Ruanda-Urundi.
Die Stadt wurde von Usumbura in Bujumbura umbenannt, als das Königreich Burundi 1962 unabhängig wurde. Am 22. Dezember 2018 verlegte der burundische Präsident Pierre Nkurunziza die Hauptstadt von Bujumbura in das deutlich kleinere Gitega, das zentral im Land gelegen ist. Damit hielt er ein Wahlversprechen von 2007. Die Kabinettssitzungen werden seitdem dort gehalten, im Januar 2019 siedelten die ersten fünf Ministerien dorthin um. Der Rest soll im Lauf des Jahres 2019 folgen.
Seit der Unabhängigkeit war Bujumbura der Schauplatz zahlreicher Kämpfe zwischen den beiden größten ethnischen Gruppen des Landes, wobei die Hutu-Miliz gegen die Tutsi-dominierte Armee Burundis kämpfte.

## Wirtschaft und Infrastruktur

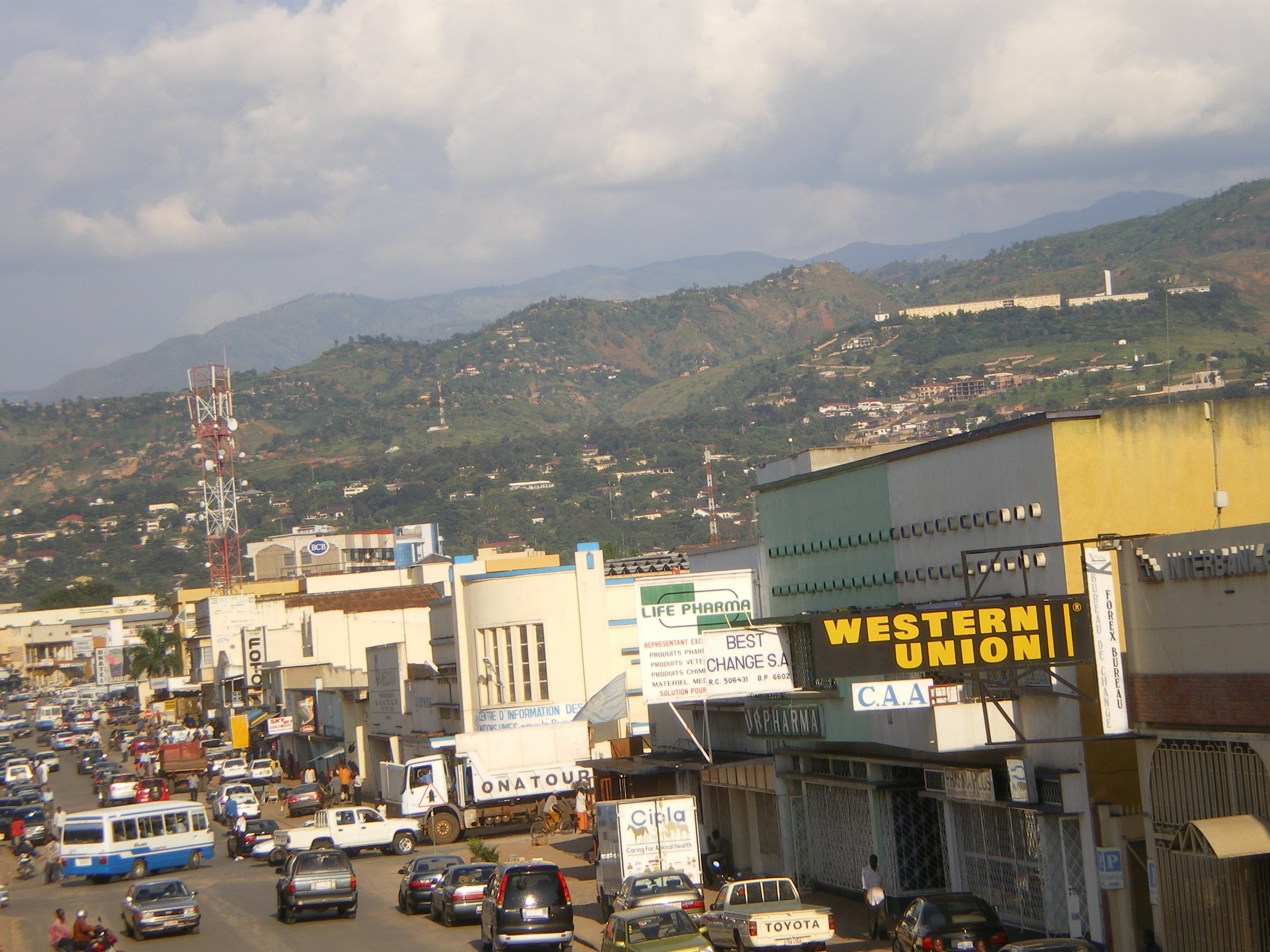
Geschäftsviertel

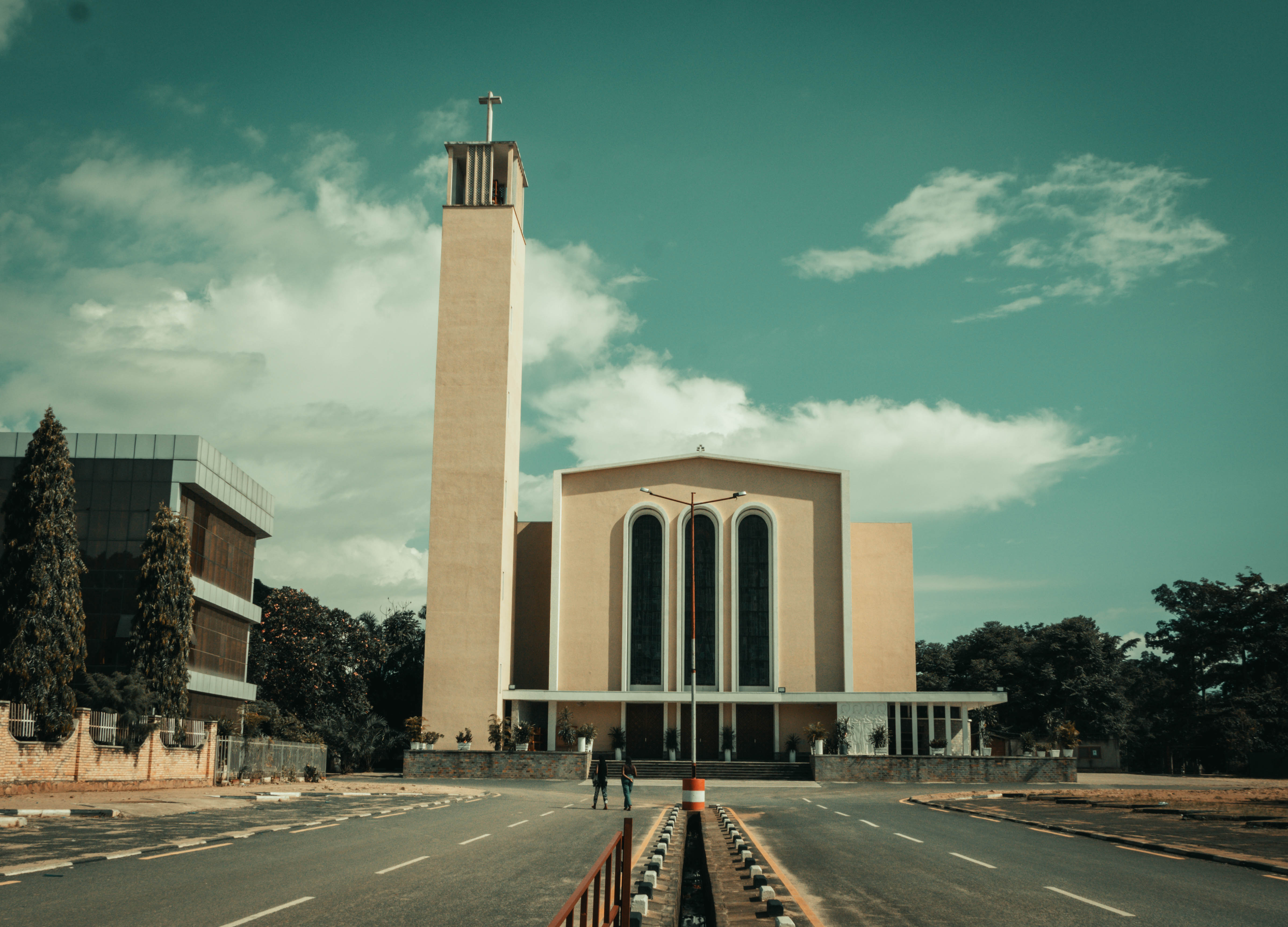
Kathedrale Regina Mundi

Es werden unter anderem Zement, Textilien und Seife hergestellt. Bujumbura ist Burundis größter (Binnen-)Hafen und verschifft über den Tanganjikasee einen großen Teil der Exportprodukte des Landes: Kaffee, Baumwolle, Felle und Zinnerz.
Der internationale Flughafen Bujumbura liegt elf Kilometer nordwestlich der Stadt. Es besteht eine Fährverbindung über den Tanganjikasee nach Kalemie in der Demokratischen Republik Kongo. Eine Hauptstraße führt in die ruandische Hauptstadt Kigali.
Die Universität von Burundi wurde 1960 in Bujumbura eröffnet.

## Religion
Etwa 60 % der Einwohner Burundis sind katholisch. 1959 wurde von Papst Johannes XXIII. das Bistum Usumbura errichtet. Es wurde 2006 durch Papst Benedikt XVI. zum Erzbistum Bujumbura erhoben. Bischofskirche ist die Kathedrale Regina Mundi.
Bujumbura ist auch Sitz einer Diözese der Anglikanischen Kirche.

## Klima
|                       | Jan  | Feb  | Mär  | Apr  | Mai  | Jun  | Jul  | Aug  | Sep  | Okt  | Nov  | Dez  |   |      |
| Mittl. Tagesmax. (°C) | 28,5 | 28,5 | 28,4 | 28,2 | 28,6 | 28,7 | 28,8 | 30,0 | 30,8 | 30,1 | 28,3 | 28,1 | ⌀ | 28,9 |
| Mittl. Tagesmin. (°C) | 19,1 | 19,1 | 19,1 | 19,3 | 19,1 | 18,0 | 17,3 | 18,3 | 19,1 | 19,5 | 19,0 | 19,1 | ⌀ | 18,8 |
|                       |      |      |      |      |      |      |      |      |      |      |      |      |   |      |
| Niederschlag (mm)     | 88   | 98   | 111  | 131  | 55   | 7    | 3    | 13   | 32   | 67   | 90   | 112  | Σ | 807  |
|                       |      |      |      |      |      |      |      |      |      |      |      |      |   |      |
| Sonnenstunden (h/d)   | 5,4  | 5,6  | 5,7  | 5,5  | 6,8  | 8,5  | 8,8  | 8,1  | 7,1  | 6,1  | 5,0  | 5,3  | ⌀ | 6,5  |
|                       |      |      |      |      |      |      |      |      |      |      |      |      |   |      |
| Regentage (d)         | 10   | 8    | 10   | 11   | 6    | 1    | 0    | 1    | 6    | 9    | 13   | 11   | Σ | 86   |
|                       |      |      |      |      |      |      |      |      |      |      |      |      |   |      |
| Luftfeuchtigkeit (%)  | 77   | 75   | 78   | 79   | 76   | 67   | 63   | 60   | 62   | 68   | 76   | 77   | ⌀ | 71,5 |

| 19,1 |

| 19,1 |

| 19,1 |

| 19,3 |

| 19,1 |

| 18,0 |

| 17,3 |

| 18,3 |

| 19,1 |

| 19,5 |

| 19,0 |

| 19,1 |

| 19,1 |

| 19,1 |

| 19,1 |

| 19,3 |

| 19,1 |

| 18,0 |

| 17,3 |

| 18,3 |

| 19,1 |

| 19,5 |

| 19,0 |

| 19,1 |

Bujumbura hat ein tropisches, ganzjährig warmes Klima. Nur selten sinken die Temperaturen unter 15 °C.
Das Niederschlagsmaximum liegt im April, das Minimum hingegen im Juli.

## Söhne und Töchter der Stadt
- Saido Berahino (* 1993), englisch-burundischer Fußballspieler
- Gaël Bigirimana (* 1993), englisch-burundischer Fußballspieler
- Beni Bertrand Binobagira (* 1989), Schwimmer
- Gaël Duhayindavyi (* 1991), Fußballspieler
- Gaël Faye (* 1982), französischer Schriftsteller und Sänger
- Philippe Gautier (* 1960), belgischer Jurist
- Prosper Karangwa (* 1978), Basketballspieler und -funktionär
- Costas Kondylis (1940–2018), US-amerikanischer Architekt
- Pierre Kwizera (* 1991), Fußballspieler
- Sada Nahimana (* 2001), Tennisspielerin
- Janvier Ndikumana (* 1982), Fußballtorhüter
- Aimé Ndizeye (* 2002), Fußballspieler
- Vladimir Niyonkuru (* 1983), Fußballtorhüter
- Willy Ngumbi Ngengele (* 1965), katholischer Bischof von Goma (Kongo)
- Charles Nkazamyampi (* 1964), Mittelstreckenläufer
- Pierre Nkurunziza (1963–2020), Präsident von Burundi
- Shabani Nonda (* 1977), kongolesischer Fußballspieler
- Lydia Nsekera (* 1967), Sportfunktionärin
- Saïdi Ntibazonkiza (* 1987), Fußballspieler
- Diane Nukuri (* 1984), Leichtathletin
- Faty Papy (1990–2019), Fußballspieler
- Nyamko Sabuni (* 1969), schwedische Politikerin
- Mohammed Tchité (* 1984), Fußballspieler